# Donato Bachi
Donato Bachi (Torino, 11 marzo 1866 – Torino, 23 febbraio 1952) è stato un imprenditore e politico italiano.
È stato tra i più noti socialisti torinesi fino all'avvento del fascismo, aderente alla massoneria nella loggia "Cavour" di Torino, nella quale raggiunse il grado di maestro nel 1903. Fu tra i fondatori dell'Istituto Case Popolari e, con Pio Foà, dell'Università Popolare di Torino in cui rivestì la carica di presidente; per lunghi anni fu anche presidente dell'Istituto Cesare Lombroso di Torino. Di religione ebraica, si salvò dalla deportazione rifugiandosi nella casa di cura diretta da Carlo Angela, medico benemerito. Il presidente della Repubblica Luigi Einaudi e Camillo Olivetti furono suoi coetanei ed amici. Nel 1902, il ragioniere Donato Bachi salì ai vertici amministrativi della società torinese "Nebiolo", che produceva caratteri tipografici, fondata nel 1880 da Giovanni Nebiolo e Lazzaro Levi.
Quale figura importante dell'antifascismo torinese, la città di Torino lo ha inserito nella toponomastica dedicandogli una via nel quartiere Lingotto.